# Нурманбет
Нурманбет (кирг. Нурманбет) — село в Ысык-Атинском районе Чуйской области Кыргызстана. Административный центр Нурманбетского айылного аймака.

## География
Село расположено на севере центральной части области, на берегах Восточного Большого Чуйского канал, а на расстоянии приблизительно 10 километров (по прямой) к юго-востоку от города Кант, административного центра района. Абсолютная высота — 840 метров над уровнем моря.

## Население
Согласно оценочным данным Национального статистического комитета Кыргызской Республики, численность населения села на начало 2023 года составляла 2650 человек.
| год     | 2009 | 2014 | 2015 | 2020 | 2021 | 2023 |
| ------- | ---- | ---- | ---- | ---- | ---- | ---- |
| человек | 1972 | 2125 | 2117 | 2215 | 2592 | 2650 |